# Luis Couturier
Luis Armando Couturier Pumarino (Ciudad de México, 25 de agosto de 1937-Ciudad de México, 27 de febrero de 2025) fue un actor mexicano.

## Biografía
Nació en el barrio de Tepito, en Ciudad de México, el 25 de agosto de 1937. Su padre era médico, hijo de franceses; quienes formaron parte de la colonia francesa de Jicaltepec-San Rafael y su madre era ama de casa, de ascendencia italiana. Inició su carrera como caricaturista en 1957, realizando dibujos para medios impresos como El diario de Jalapa, El Universal y Revista Jajá. Debutó como actor en 1978 en la película Llovizna, el mismo año debutó en televisión en la telenovela Mamá Campanita. Desde entonces ha participado en más de 40 telenovelas, entre muchas otras La casa al final de la calle, El premio mayor, La sombra del otro, Huracán, Locura de amor, Ramona, El manantial, La otra, Heridas de amor y En nombre del amor. 
En cine participó en películas como Memoriales perdidos, ¿Nos traicionará el presidente? y El tigre de Santa Julia.
En 2008 participó en la serie El Pantera interpretando al General Alconedo. Acerca de su participación, el actor comentó: «Además de la responsabilidad de interpretar a un hombre con un carácter fijado en lo que ocurre en el mundo actual, en los tiempos que políticamente se viven y con el peso que dramáticamente requiere un individuo así. Definitivamente es una experiencia inolvidable y un honor como mexicano (...) Interpretar un personaje así requiere de un gran cuidado en muchos aspectos, tales como el vestuario, el lenguaje y las actitudes, para lo cual fui continuamente asesorado por personal del Ejército Mexicano que, prácticamente, me pasaban lista para autorizar desde el corte de pelo, la forma de anudar la corbata y la limpieza de los zapatos, hasta el lenguaje empleado y la manera de nombrar ciertas cosas que los civiles decimos en otra forma.»
También en 2008 el actor volvió a sus orígenes de caricaturista para escribir e ilustrar el libro Sabiduría digital el cual escribió junto a Gus Rodríguez, del equipo de trabajo del cómico Eugenio Derbez.
Luis Couturier es hermano del también actor Miguel Couturier, fallecido en enero de 2012.

## Filmografía

### Telenovelas
- Por amar sin ley (2018-2019) - Uriel Valero
- El hotel de los secretos (2016) - Benjamín Nieto
- La vecina (2015-2016) - Ing. Lorenzo Cinthias
- El color de la pasión (2014) - Nazario Treviño
- Corazón indomable (2013) - Francisco del Olmo
- Amor bravío (2012) - Cayetano Albarrán
- Porque el amor manda (2012-2013) - Sebastián Montemayor
- Una familia con suerte (2011-2012) - Lic. Gabriel Mendoza
- Sortilegio (2009) - Hernán Plascencia
- Locas de amor (2009) - Dr. García
- En nombre del amor (2008-2009) - Rodrigo Espinoza de los Monteros
- El Pantera (2008) - Secretario de defensa
- Pasión (2007-2008) - Padre Lorenzo
- Amor sin maquillaje (2007)
- Destilando amor (2007) - Artemio Trejo
- Heridas de amor (2006) - Julio Bustamante
- La fea más bella (2006-2007) - Jorge Manrí
- Contra viento y marea (2005) - Don Teodoro Serrano
- Clap... el lugar de tus sueños (2003-2004) - Gilberto Quevedo
- Amor real (2003) - Gobernador
- La otra (2002) - Justo Ibáñez
- Navidad sin fin (2001-2002) - Lam
- El manantial (2001-2002) - Carlos Portillo
- Amigas y rivales (2001) - Emilio Larrosa
- Aventuras en el tiempo (2001) - Actor contratado (Robagatitos)
- Carita de ángel (2000-2001) - Dr. Heredia
- Ramona (2000) - César de Echagüe
- Locura de amor (2000) - Hugo Castillo
- Cuento de Navidad (1999-2000) - Fernando Soto del Monte
- Soñadoras (1998-1999) - Artemio Berraizábal
- Huracán (1997-1998) - Guillermo Medina
- Alguna vez tendremos alas (1997) - Gustavo Nájera
- La sombra del otro (1996) - Pierre Tavernier
- Morir dos veces (1996) - Enrique
- El premio mayor (1995-1996) - Anthony Wilson
- Bajo un mismo rostro (1995) - Vicente
- Alondra (1995) - Notario de Leticia
- Imperio de cristal (1994-1995) - Armando
- Volver a empezar (1994-1995) - Gabriel Jiménez
- Valentina (1993-1994) - Conrado Carmona
- Clarisa (1993)
- Tenías que ser tú (1992-1993) - Antonio Olvera
- Destinos (1992) - Ramón Castillo
- Alcanzar una estrella II
- La casa al final de la calle (1989) - Víctor Gálvez
- Tal como somos (1987-1988)
- Marionetas (1986) - Marcelo
- Cicatrices del alma (1986-1987) - Federico
- Cautiva (1986) - Marcelo
- El ángel caído (1985-1986) - Octavio Barrera / Agustín Arvide
- Bianca Vidal (1982-1983) - Dr. Ruiz
- El hogar que yo robé (1981) - Silvestre Soler
- La madre (1981)
- Los ricos tambien lloran (1979-
- Viviana (1978-1979) - Psiquiatra
- Un original y veinte copias (1978) - Varaltedelc
- Mamá Campanita (1978-1979)
- El carruaje (1972) - Félix Zuloaga / Coronel / Embajador de Estados Unidos / Eulalio María Ortega

### Series
- El equipo (2011) - Lorenzo Sáenz
- Como dice el dicho (2011)
  - A caballo regalado... (2011) - Germán
  - Vale más ladrón arrepentido (2011) - Sr. González
- Hermanos y detectives (2009)
  - El final (2009)
  - El profesor Fuentes (2009) - Abogado Rovirosa
- Los simuladores (2009)
  - Madre arrepentida (2009)
  - Venganza (2009)
  - Deja vú (2009)
- Mujeres asesinas (2008)
  - Claudia, cuchillera (2008) - Don Jorge
- XHDRBZ (2007-2002)
  - Perdidos (2007) - Piloto
  - Una de lobos (2002) - Sr. Larios
- Diseñador de ambos sexos (2001) - Napoleón
- ¿Qué nos pasa? (1998)
  - Episodio: #1.7 (1998)
- Destinos (1992)
  - Llevando cuentas (1992) - Ramón Castillo
  - Atrapados (1992) - Ramón Castillo
  - Caras (1992) - Ramón Castillo
  - La carta (1992) - Ramón Castillo
  - El secreto (1992) - Ramón Castillo
- Mujer, casos de la vida real (1988-2006)
  - Perdida (2006)
  - Salón de belleza: Peligroso encanto (2006)
  - Salón de belleza: Cambio de imagen (2006)
  - Pasaporte al olvido (2005) - Bill
  - La fuerza de un sueño I (2004)
  - Amada Sol (2004)
  - Fuga en cobardía mayor (2003)
  - Negro arruyo (2002)
  - El crédito (2002)
  - Tu amor, mi adicción (2002)
  - Una vida rosa (2002)
  - Torrentes (2002) - Doctor
  - El pabellón del dolor (2002)
  - Bajo el manto de la noche (2002)
  - Trauma infantil (2001)
  - Trágica princesa (2001)
  - Sin compromiso (2001)
  - Volver a la vida (2000)
  - El muro (2000)
  - Hermanas (1997)
  - Una pareja desigual (1996)
  - Las opciones (1996)
  - La nuera (1996)
  - El amor no se compra (1996)
  - Quien soy yo? (1995)
  - Nunca se acabó el amor (1994)
  - Esta en tu destino (1994)
- La telaraña (1990)
  - Los Mantenidos - Jorge
  - Guardar las apariencias - Armando
  - La bailarina (1988)
  - En cuerpo y alma
  - Doctor muerte
- Tres generaciones (1988) - Ramón

### Cine
- Bardo, falsa crónica de unas cuantas verdades (2022) - Papá de Silverio
- Tercera llamada (2013)
- Acción en Movimiento (2013)
- En defensa propia (2009) - Dr. Cruz
- Lucas (2008)
- El misterioso caso de la leche en polvo (2005) - Abuelo
- Fantasías (2003) - Lic. Rached
- El tigre de Santa Julia (2002) - Aristócrata
- Navidad fabulosa (1998) - Rey Mago
- Hoy no circula (1993)
- ¿Nos traicionará el presidente? (1991) - Coronel Perkins
- Amor y venganza (1991)
- Infamia (1991)
- El placer de la venganza (1988)
- La lechería (1986)
- Memoriales perdidos (1985)
- A fuego lento (1980)
- Flores de papel (1978) - El mismo
- Nuevo mundo (1978)
- Llovizna (1978) - Martín

## Premios y nominaciones

### Premios Bravo
| Año  | Categoría          | Nominación por        | Resultado |
| ---- | ------------------ | --------------------- | --------- |
| 2006 | Mejor primer actor | Contra viento y marea | Ganador   |